# الجاينية
الجاينيّة أو اليانيّة (كما تُعرف أيضا باسم «جاين دارما ») هي ديانة هنديّة قديمة تعود للقرن الخامس قبل الميلاد، ويطلق على أتباع هذه الدّيانة اسم (اليانيّون) أو (الجاينيّون) وهي كلمة مشتقّة من الكلمة السنسكريتية (جينا) وتعني المنتصر وتشير إلى طريق النّصر بعد تجاوز تيّار الحياة والانبعاث من جديد من خلال حياةٍ أخلاقيّة وروحيّة.
يعود تاريخ اليانيّين إلى سلسلةٍ من أربعٍ وعشرين منقذٍ منتصر ومدرّس والمعروفون باسم (تيرثانكارس) واسم الأوّل منهم هو (ريشاباناثا) والذي عاش –حسب المعتقدات الجاينية- قبلَ ملايين السنين، والأخير من هؤلاء الأربع وعشرين منقذ هو (ماهافيرا) الذي عاش القرن الساس قبل الميلاد. يؤمنُ اليانيّون أنّ الجاينية هي دارما* أبدية يدير فيها الـ (تيرثانكارس) كل دورة حياة لليانيّة الكونيّة.
دارما باللغة الأردوية: دھرم [dʱərm]، سنكسريتية: धर्म، بالية: धमा وهي القانون الطبيعي) مصطلح يشير إلى الترتيب الخفي أو ما يدعى (Rta) في الطبيعة والحياة الإنسانية وسلوك المخلوقات والحياة التي تسير وفقا لهذا النظام والترتيب). المصطلح هو أساس ما يدعى بالديانات الدارمية، أخلاقيّاً تعني الدارما الطريقة الصحيحة في العيش أو التواصل الصحيح خصوصاً ضمن مفهومٍ دينيّ وروحانيّ. بالنّسبة للروحانيّة والمدارس الصوفيّة فإنّ الدارما يمكن اعتبارها طريق الحقيقة العليا. تشكّل الدارما المصطلح الأساسي ضمن الديانات الدارمية الناشئة في شبه الجزيرة الهنديّة بما فيها (الهندوسية) سانتانا دارما والبوذية (بوذادارما والجاينية (جاينا دارما) والسيخية، جميع هذه الأديان تؤكد على الدارما (الفهم الصحيح للطبيعة) في تعليماتها.
القواعد الأساسيّة للديانة الجاينية هي (أيمسا) أو اللاعنف، (الأنيكانتافادا) أو الواقع متعدّد الجوانب، و (أباريغراها) أو اللارتباط والزهد، وقد أثّرت هذه المبادئ الثلاث على الثقافة الجاينية بطرقٍ عديدة، مثل أن تؤدي إلى نمط حياةٍ نباتيّ في الغالب يتجنب الأذى للحيوانات ودورات حياتها. شعارُ الجاينية هو (Parasparopagraho Jīvānām) والذي يعني (وظيفة الأرواح هي مساعدة بعضهم البعض) وتعويذة (Ṇamōkāra) هي الصلاة الأساسيّة والأكثر شيوعاً في الجاينية.
تملك الجاينية اثنين من التقاليد القديمة الرئيسيّة (الديغامبارس) (Digambaras) و (السفيتامبارس) (Svetambaras) والعديدَ من التقاليد الفرعيّة الأصغر التي ظهرت في الألفيّة الثانيّة بعد الميلاد. تقاليد الديغامبارس والسفيتامبارس لها وجهات نظر مختلفة حول ممارسات التّقشّف والنوع الجنسيّ وممارسات أخرى تعتبرها النصوص الجاينية أساسيّة. المتسوّلون اليانيّون موجودين في كل التقاليد الفرعيّة الجاينية مع شخصيّاتٍ علمانيّة (sravakas) تدعم المساعي الروحية للمتسولين بالموارد المتاحة.
لدى الجاينية ما يقارب الأربعة إلى خمسة ملايين متّبع حول العالم، معظمهم يتواجدون في الهند، وأكبر تجمّعات للديانة الجاينية حول العالم بعدَ الهند هي في كندا وأوروبا وكينيا والمملكة المتّحدة وهونغ كونغ وسورينام وفي الولايات المتّحدة الأمريكيّة. أهمّ المهرجانات الخاصّة بالديانة الجاينية هي (الباريوشانا) (Paryushana) و (الداسلاكشانا) (Daslakshana) و (الماهافير جايانتي) (Mahavir Jayanti) والديوالي (Diwali).

اليد ترمز إلى اللاعنف، وعجلة دارما ترمز إلي العزم على وقف (التناسخ).

## المبادئ الأساسيّة

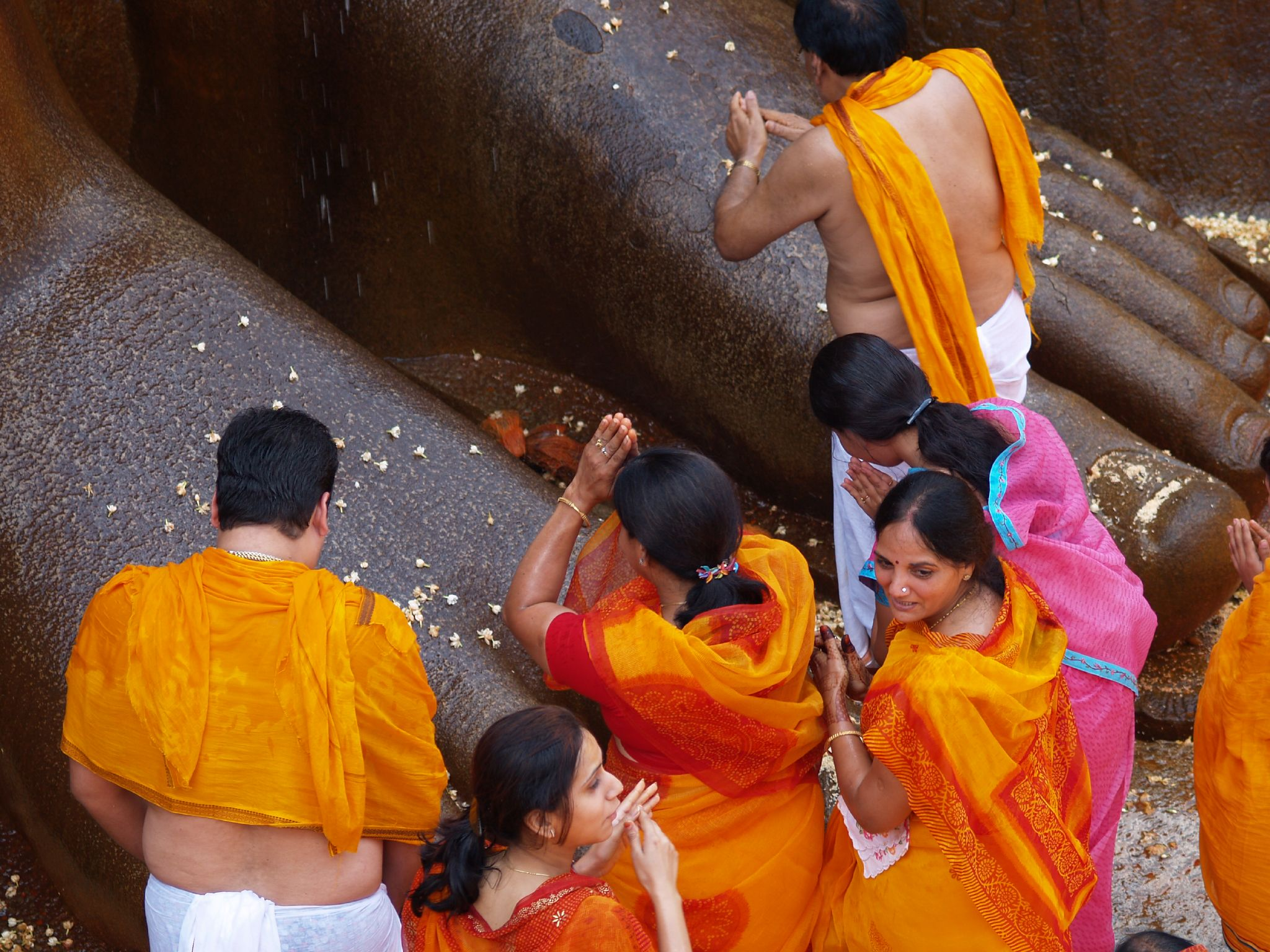
جاينيون يصلون عند قدمي تمثال بهوبالي وهو شخصية محترمة عند الجاينيون لأنه تأمل بلا حراك لمدة 12 عامًا في وضع الوقوف ونمت نباتات التسلق حول ساقيه. بعد 12 عامًا من التأمل.

### مبدأ آهيسما (اللاعنف)

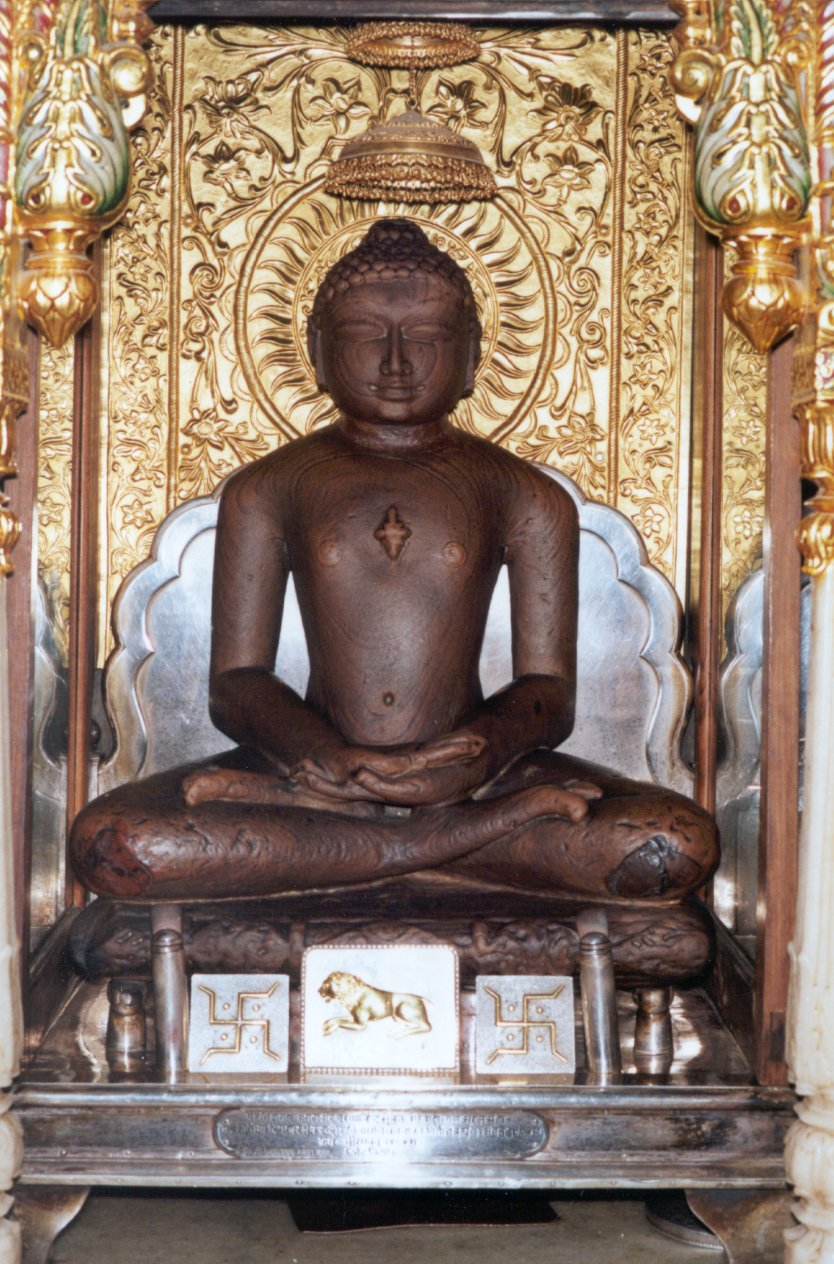
الإله مهافيرا، حامل شعلة أهميسا (عدم إيذاء الكائنات الحية)

إن مبدأ آهيسما (اللاعنف أو عدم الإصابة) هو مبدأ أساسي في الديانة الجاينية. ويُعتقد حسب هذا المبدأ أنّه يجب على المرء التخلّي عن جميع الأنشطة العنيفة، وكلّ السلوك الديني بدون الالتزام بالامتناع عن السلوك العنيف ليس له أيّ قيمة. لا يهمّ في علم اللاهوت الجايني مدى صحّة التصرّف العنيف أو قابليّته للدفاع عنه، فيجب على المرء ألا يقتل أيّ كائنٍ، و «اللّاعنف هو أعلى واجب ديني على المرء».
تنصّ نصوص الديانة الجاينية مثل (Acaranga Sūtra) (أكارانجاسوترا) و (Tattvarthasūtra) (ناتفارتاسوترا) على أنّه يجب على المرء أن يتخلّى عن قتلِ جميعِ الكائناتِ الحيّة، سواءً كانت صغيرةً أو كبيرة، قابلة للحركة أو غير قابلة للحركة. يعلّم اللّاهوت أنّه يجب على المرء ألّا يقتلَ كائنًا حيًا آخر، وأن لا يتسبّبَ بقتل كائنٍ آخر، أو أن يوافقَ على أيّ قتلٍ بشكلٍ مباشر أو غير مباشر. وعلاوةً على ذلك تؤكّد الجاينية على عدم العنف ضد جميع الكائنات ليس فقط في التصرّف ولكن أيضا في الكلام والفكر. وتنصّ أيضاً على أنّه «يجبُ على كلِّ الكائنات الحية أن تساعد بعضها البعض» بدلاً من الكراهيّة أو العنف ضد أيّ كائن. العنف يؤثّر سلبًا على النفس ويدمّرها، خاصّةً عندما يتمّ العنف بنيّة أو كراهية أو إهمال، أو عندما يتسبّب أحد أو يشارك بشكلٍ غيرِ مباشر في قتل كائنٍ بشريّ أو غير إنسانيّ.
تأسّست فكرة تقديس اللاعنف (الآهيسما) في النصوص الدينيّة الهندوسية والبوذية، وقد يكون لها أصول في الأفكار الفيدية القديمة (ancient Brahmanical Vedic. ومع ذلك، فلم يقم أيّ دينٍ هنديّ آخر بتطوير مبدأ اللاعنف وآثاره على الحياة اليومية كما هو الحال في الديانة الجاينية.
قد يفسّر بعضُ الباحثين في الدين اليانيّ أنّ الأساس اللاهوتيّ للّاعنف كأعلى واجب ديني بأنّه «لا بدّ أن يكون الدّافع للّاعنف هو العطاء أو التعاطف مع المخلوقات أخرى، وليس نابعاً من واجب إنقاذ جميع المخلوقات»، بل يجب أن يكون ناتجاً عن «استمرار الانضباط الذاتي»، وتطهير الروح الذي يؤّدي إلى التطوّر الروحي للمرء والذي يؤثّر في نهاية المطاف على الخلاص والتحرّر من الانبعاث. يؤدّي التسبّب في إصابة أي كائن بأيّ شكلٍ من الأشكال إلى خلق (كارما) سيّئة تؤثر على ولادة الشخص ورفاهه ومعاناته في المستقبل.
أعاد العلماء الذين تخصّصوا في دراسة الديانة الجاينية في العصور الوسطى المتأخّرة النظر في عقيدة (Ahiṃsā) أو العقيدة (اللاعنفية) عندما يواجه المرء تهديدًا خارجيًا أو عنفًا، فعلى سبيل المثال قاموا بتبرير العنف من قبل الرهبان لحماية الراهبات. وفقا لـ (دنداس)، كتب الباحث (جين دي سوريات) خلال فترة تدمير المسلمين للمعابد والاضطهاد «أي شخص شارك في نشاط ديني اضطر للقتال وقتل شخصٍ ما لن يخسر أي ميزة روحيّة ولكنّه بدلاً من ذلك يحقّق الخلاص». ومع ذلك، فإن مثل هذه الأمثلة التي تتغاضى عن القتال والقتل في ظل ظروف معينة في نصوص الديانة الجاينية نادرة نسبياً.

### الواقع متعدد الجوانب (أنيكانتافادا)
المبدأ الرئيسي الثاني لليانيّة هو (انيكانتافادا) أو (anekantatva)، وهي كلمة مشتقّة من (anekānta) التي تعني (ليس ذو جانبٍ واحد، أو انحياز متعدّد أو تعقيد) و (vada) وتعني (عقيدة أو طريق).

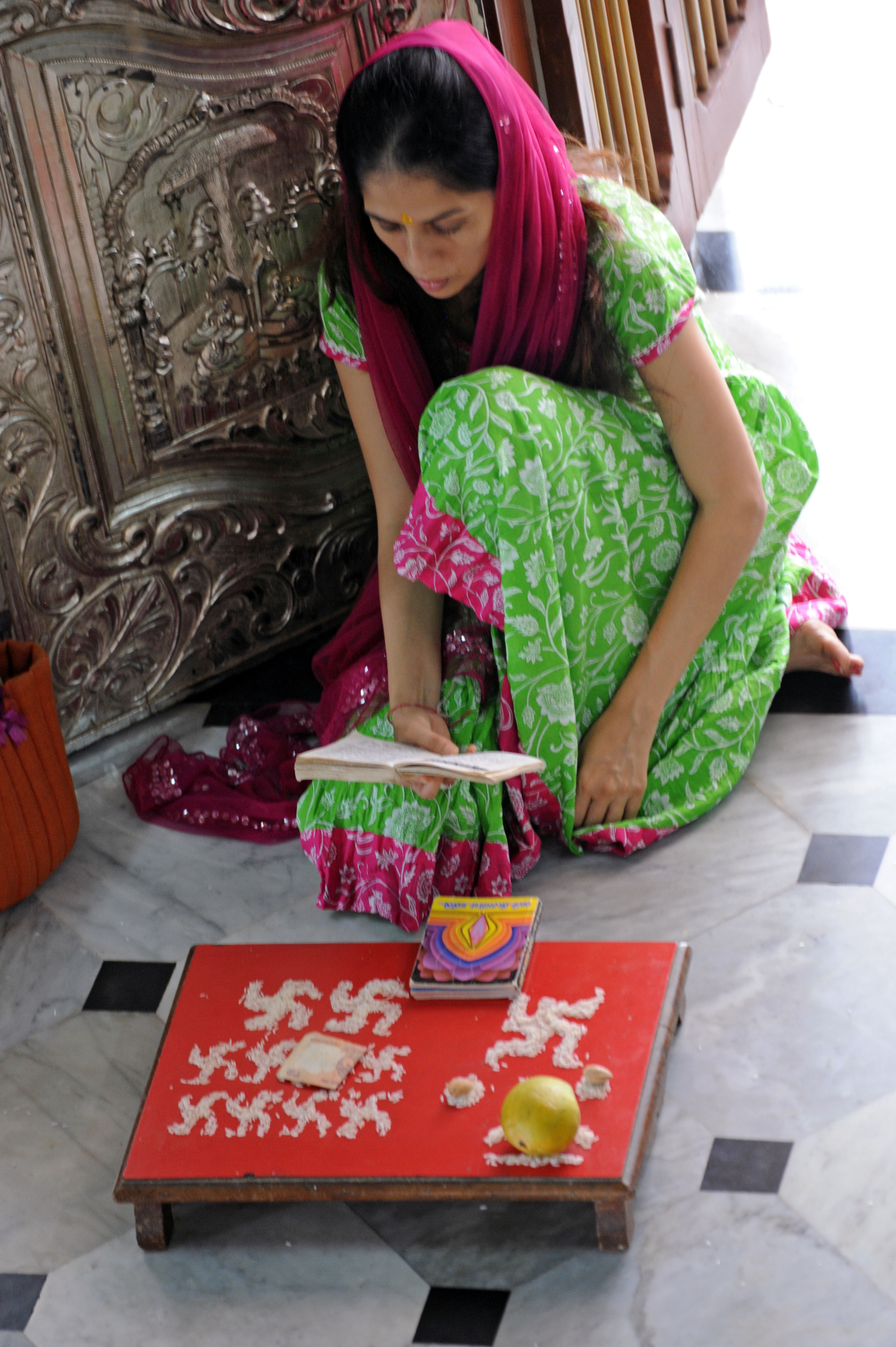
امرأة جاينية تقرأ مقتطعات جاينية، تشمل عبادة الجاينيين عروض الطقوس والحفلات.

تنصّ عقيدة (anekāntavāda)على أنّ الحقيقة والواقع معقّد ولها جوانبٌ متعدّدة دائماً، ويمكن اختبار الواقع، ولكن لا يمكن التعبير عنه بالكامل باللغة. محاولة الإنسان للتواصل تسمّى (نايا) (Naya)، وتُفَسّر في الجاينية على أنّها «تعبير جزئي عن الحقيقة»، فاللغة ليست الحقيقة، بل هي وسيلة ومحاولة للتعبير عن الحقيقة، وبحسب المنقذ الأخير (ماهافورا)، فمن الحقيقة ترجع اللغة وليس العكس. يمكن للمرء أن يجرب حقيقة التذوّق، لكنّه لا يستطيع التعبير عن هذا التّذوّق بشكلٍ كاملٍ باستخدام أدوات اللغة. أي المحاولات للتعبير عن هذه التجربة هي (سيات) أو (syāt)، أو «فعّالة» من بعض النواحي فقط، لكنّها تبقى «ربما من منظور واحد فقط، أو منظور غير مكتمل». وبنفس الطريقة، فإنّ الحقائق الروحية معقّدة، ولها جوانب متعددة، ولا يمكنُ للّغة التعبير عن تعدّدها، ولكن يمكن تجربتها من خلال المجهود و (الكارما) المناسبة. بما أن الواقع متعدد الأوجه، فإنّ الخطأ العظيم -وفقا لليانية- هو الـ (ekānta) أو (أحادية الجانب) حيث تُعاملُ بعضُ الحقائق النسبيّة كحقيقة مطلقة لاستبعاد الآخرين.
إنّ فرضية (anekāntavāda) (الواقع متعدّد الجوانب) الموجودة في الديانة الجاينية هي عقيدة قديمة كما يتّضح من ذكرها في النصوص البوذية مثل (Samaññaphala Sutta) (سامانافالا سوتا). تقترح الكتابات المقدسة في الجاينية (الأجاماس) أن مقاربة (ماهافرا) للإجابة على جميع الأسئلة الفلسفية الميتافيزيقيّة كانت «مؤهّلة نعم». تحدّد هذه النصوص مذهب الواقع المتعدّد الجوانب (anekāntavāda) لتكون واحدة من الاختلافات الرئيسيّة بين تعاليم (ماهافورا) وتعاليم (بوذا). علّم بوذا الطريق الوسط، رافضًا التطرّف في الإجابة على الأسئلة الميتافيزيقيّة في كِلا الحالتين (الموافقة الكاملة) و (الرفض الكامل)، وعلى النقيض من ذلك، قام (ماهافورا) بتعليم أتباعه قبول (الموافقة الكاملة)، و (الرفض الكامل)، مع «ربما» لملائمة لفهم الواقع المطلق. (السيادفادا) (منطق التنبّؤ) و (nayavāda) (منظور المعرفة) لليانية يوسعان مفهوم الواقع المتعدد الجوانب. ينصح منطق التنبّؤ بالتعبير عن (anekānta) (تعدّد الجوانب) بإدخال صفة (محتمل) (syād)على كل عبارة أو تعبير يصف «الوجود الدائم»، فلا يوجد ربّ خالق في الديانة الجاينية فالوجود من وجهة نظرهم ليس له بداية ولا نهاية، ويتمّ تصوّر الوجود الدائم على أنّه تصوّر للروح jiva)) والمادّة (agiva) ضمن إطار (واقع ثنائي الجوانب) (anekāntavāda).
ووفقًا لـ (بول دنداس) (Paul Dundas)، فقد فُسَّرت عقيدة الواقع متعدد الجوانب أو (anekāntavāda) في العصر الحديث من قبل بعض اليانييّن على أنّها تهدف إلى «تعزيز التسامح الديني العالمي»، وتعليم «التعدّديّة» و «الموقف الحميد للآراء الأخرى [أخلاقية والدينية]». يقول (دنداس) أنّ هذا أمر مشكوكٌ فيه ويعتبره خطأ في قراءة النصوص التاريخية للديانة الجاينية وتعاليم (ماهافورا). إنّ تعاليم «تعدّد المحدّدات والمنظور المتعدد» لـ (ماهافيرا) هي عقيدة حول طبيعة الواقع المطلق والوجود الإنساني، وتسمّى أحيانًا بعقيدة «اللاستبداديّة»، ومع ذلك، فهي ليست عقيدة تدور حول التسامح أو التغاضي عن الأنشطة مثل التضحية أو قتل الحيوانات مقابل الطعام، ولا تدعو أيضاً للعنف ضدّ غير المؤمنين أو أيّ كائنٍ حيٍّ آخر فـ «قد يكون صحيحًا»، فعلى سبيل المثال، تعتبر الوعود الخمسة لرهبان وراهبات الديانة الجاينية متطلّبات صارمة ولا يوجد «ربما» أو «مجرّد منظور واحد» حولها.وبالمثل فقد تعايشت الجاينية مع البوذية والهندوسية منذ العصور القديمة وفقاً لـ (دنداس)، ولكن الجاينية كانت تنتقد بشدّة أنظمة المعرفة وأيديولوجيات منافسيها، والعكس بالعكس.

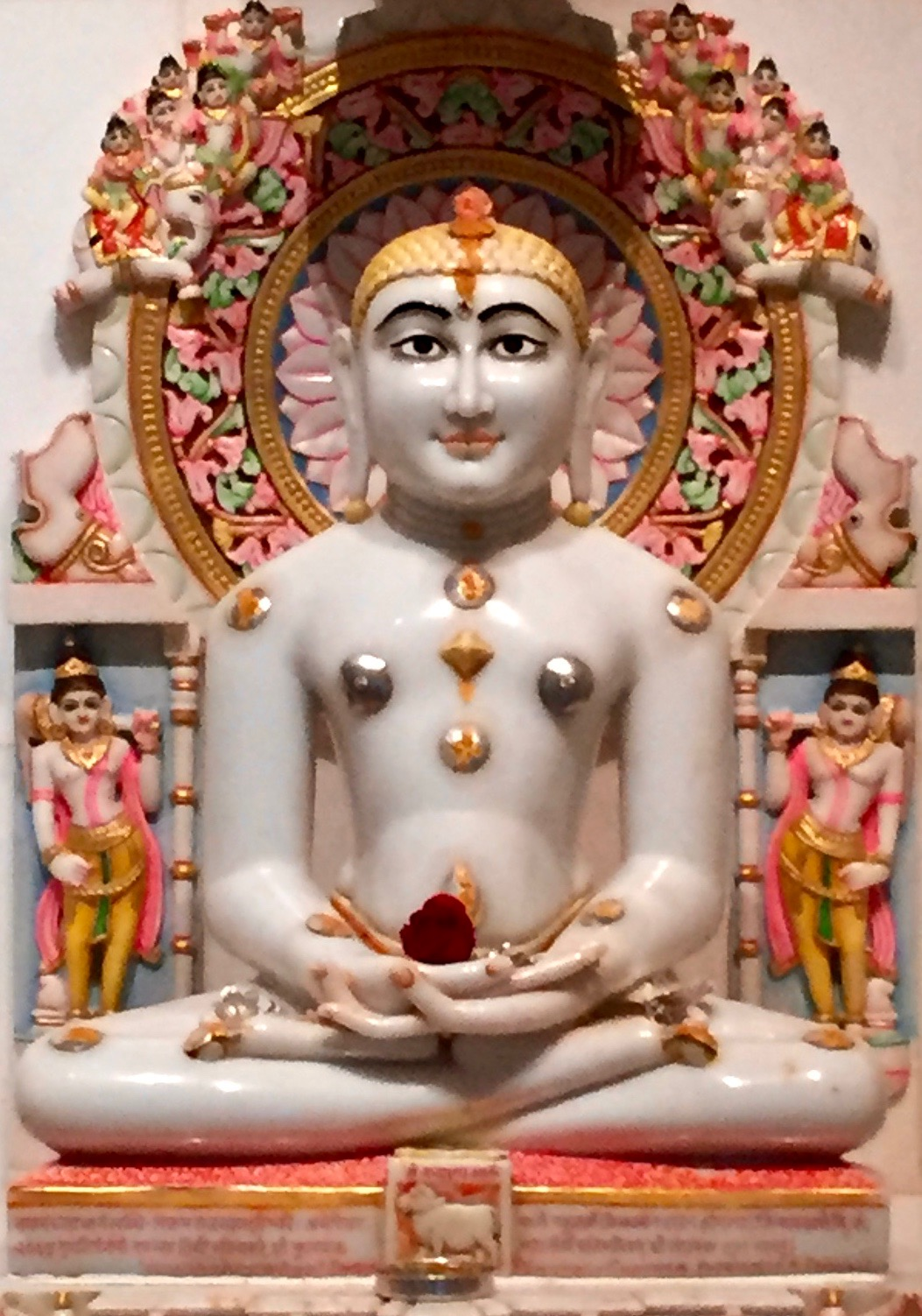
تمثال ريشاباناثا بعلامة شيفاتسا على الصدر وعلامة الثور أسفل القدمين لأغراض تحديد الهوية.

### مبدأ عدم التعلّق (aparigraha)
إنَّ المبدأ الرئيسيّ الثالث في الديانةِ الجاينية هو (aparigraha) ويعني عدم التعلق بالممتلكات الدنيويّة. فالتزهّد في الجاينية يتطلب النذر بعدمِ الامتلاكِ الكامل لأيّ ممتلكات، أمّا بالنّسبة إلى الأشخاص العاديين من الجاينية (غير الزاهدين)، فإنّ الديانة توصي بعدم امتلاك ممتلكات محدّدة تمّ الحصول عليها بالمال الخاصّ، وإعطاء الممتلكات الزائدة عن الحاجة للأعمال الخيريّة. وفقاً للكاتب (Natubhai Shah)، ينطبق مبدأ عدم التعلّق على كلٍّ من الأمورِ المادّيّة والنفسيّة على حدّ سواء. تشير الممتلكات المادّيّة إلى كافّة الأشكال المختلفة من الأملاك، وتشير الممتلكات النفسية إلى المشاعر والإعجابات والكراهية. ويقال في الديانة الجاينية أنّ التعلّق بالممتلكات يؤدّي إلى ضررٍ مباشر في شخصية المالك.
تنظرُ الجاينية إلى التعلّق بالممتلكات المادّيّة أو العاطفيّة على أنّه مسبّبٌ للشغف، والذي يؤدّي بدوره إلى العنف، ومن المألوف أن تجدَ في الجاينية الرهبان (راهب أو راهبة) المتزهّدين في الحياة يعيشون من دون مأوى أو عائلة ومن دون حتّى أي تعلّقٍ عاطفيّ وذلك تطبيقاً لمبدأعدم التعلّق. يُعتبر الزاهد في تقاليد الديغامبارا (Digambara) الخاصّة بالديانة الجاينية متسوّلاً متجوّل، أو متسوّل مقيم في تقليد الزفيتامبارا (Śvētāmbara).
بالإضافة إلى ذلك، تذكر نصوص الديانة الجاينية أنّ «التعلّق بالممتلكات» (parigraha) له نوعان: التعلّق بالممتلكات الداخلية (ābhyantara parigraha)، والتعلّق بالممتلكات الخارجية (bāhya parigraha). تحدد الجاينية أربعة نتائج رئيسيّة لتملّ المقتنيات الداخليّة (kashaya) وهي: الغضب، الكبرياء (الأنا)، الخداع، والجشع. بالإضافة إلى المشاعر الأربعة للعقل، فإنّ العواطف الداخلية العشرة الباقية هي: الاعتقاد الخاطئ، العواطف الجنسية الثلاثة (شغف الجنس الذكريّ، شغف الجنس الأنثوي، شغف الجنس الحياديّ)، والعيوب الستة (الضحك، الإعجاب، الكره، الحزن، الخوف، الاشمئزاز).

## فلسفة الجاينية

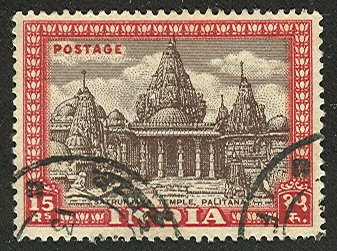
طابع بريدي لمعبد جايني اصدر بالهند سنة 1949

تتمركز الفلسفة الجاينية المعروفة باسم الجين دارما حول الحقائق الكونية الخالدة، مع الوقت تختفى هذه الحقائق وتعود إلى الظهور من خلال التعليمات الخاصة بالمتنورين من البشر، الذين وصلوا إلى المعرفة الكاملة أو التنوير الكامل (كيفل كينان)، يعتقد المتبعين لهذه العقيدة بان لورد ريشبها هو أول من عرف الحقيقة الكونية وتبعه بعد ذلك لورد برشفا 877 - 777 قبل الميلاد، وتبعه بعد ذلك لورد فاردهمانا أو مهافيرا 599 - 527 قبل الميلاد.
تُعلم الجاينية أن الإنسان مسؤول عن تصرفاته وأن كل كائن حي له روح خالدة، أو جيفا. تصر الجينية على التفكير والعيش والعمل بشرف وباحترام للطبيعة الروحية لكل الحياة.
يعتقد المؤمنين بتلك العقيدة بان الإله هو خصائص غير متغيرة داخل كل كائن حيى وهي المعرفة التامة والانطباع والضمير والسعادة، ولا يؤمن اتباع الجاينية بان الإله هو اله عظيم متفرد بذاته وإنما بكون أبدى يحكم بالقوانين الطبيعية.
المخطوطات الجاينية المقدسة كتبت في وقت كبير وأكثر تلك الكتب المقدسة ذكراً هو كتاب تاتفارثا سوترا المعروف بكتاب الواقعية والذي كتبه اوماسفاتى والأخير هناك اختلاف على الفترة التي عاش فيها وفي تاريخه، العظماء في الجاينية هم التيرثانكار أو الحاصلين على العلم الكامل وهم أعلى مرتبة في الجينية. يوجد هناك قسمين من الجينية هما الديجامبر والشيفتامبر وكلاهما يؤمنون بالاهيمزا أو اللاعنف ويؤمنون بالزهد والكارما أي القدر ويؤمنون أيضاً بالجيفا وهي مثل الروح.
رغم العدد الكبير الذي كان قد دخل في الديانة الجاينية قديما، إلا أن الانشقاقات في صفوف رجال الدين، جعل من وحدة الامة الجاينية شيء صعب، فأدى ذلك إلى دخول بعضهم في الديانات الإبراهيمية أو حتى في مذاهب فلسفية أخرى.

## الممارسات

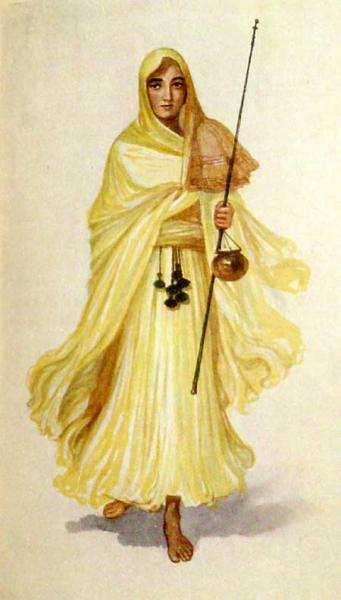
راهبة جاينية اوائل القرن العشرين.

### الزهد

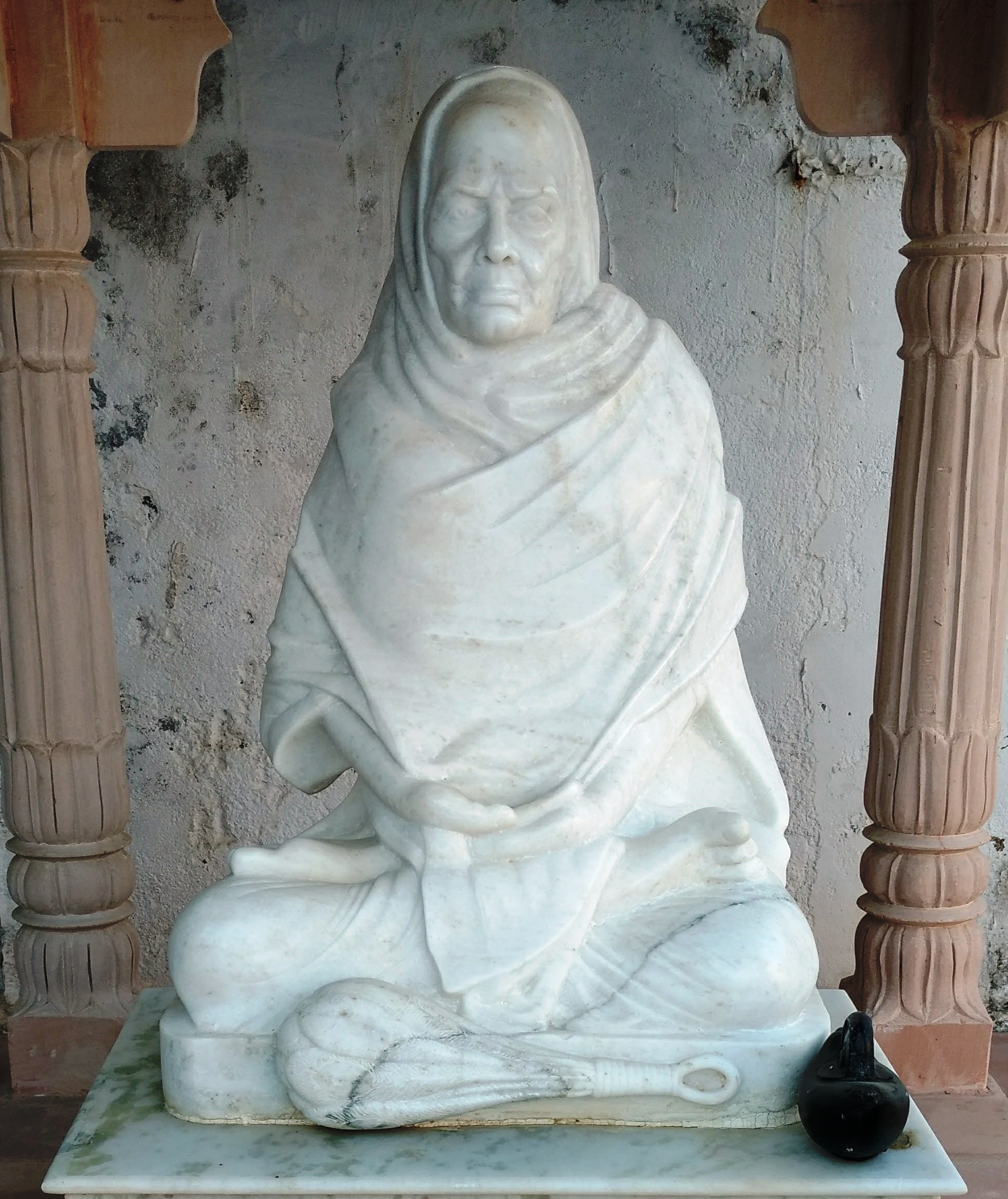
تمثال فيراماتي ماتاجي، راهبة جاينية في شري مهافيرجي، الهند.

تتميز الجاينية بأشد تقاليد الزهد تقشفاً بين الأديان الهندية الكبرى وهي جزء أساسي من الانكباب والسعي الروحي للمتدينين في فقه التسول الديني.

### الصيام والطعام
تمتثل الثقافة الجاينية لقواعد نباتية محددة ويعود ذلك إلى مبدأ اللاعنف تجاه جميع الكائنات الحية الراسخ في جوهر العقيدة الجاينية، يتبع معظم الجاينيين النباتية اللبنية فيُمنع تناول البيض ولكن يُسمح بمنتجات الألبان. ولكن يُستحب الامتناع عن تناول منتجات الألبان في حال تعرض الحيوانات للعنف خلال عملية إنتاج هذه المنتجات. لا يتناول الراهبات والرهبان الخضراوات الجذرية على غرار البطاطا والبصل والثوم وذلك لتعرض المخلوقات الحية الدقيقة للأذى خلال عملية قطاف هذ النوع من الخضراوات كما يُنظر إلى قدرة الدرنات أو البصلات على التبرعم على أنها ذات مرتبة أعلى بين الكائنات الحية.
يصوم الجاينيون في أوقاتٍ محددة من السنةِ خاصةً خلال المهرجانات. وتدعى هذه الممارسة «أوبافاسا، تاباسيا» أو «فراتا».